# Кава (напиток)

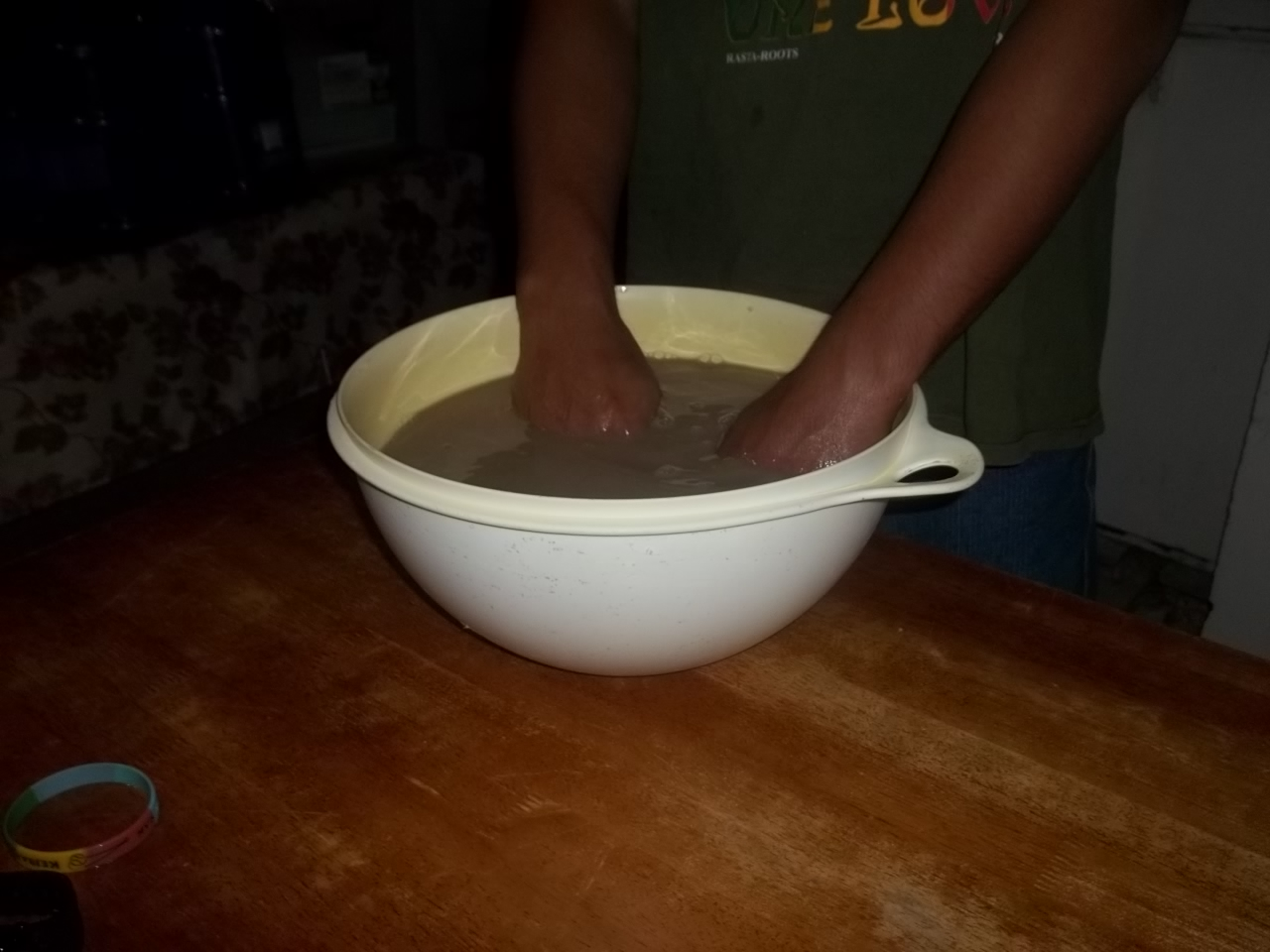
Миска кавы. Понпеи

Кава — опьяняющий напиток, приготовляемый из корней одноимённого растения. Распространён в государствах Океании, в частности, по всей Полинезии. Исторически употребление кавы было прерогативой мужчин из высших социальных слоёв, а функция напитка заключалась в коммуникации с духами предков. Христианские миссионеры пытались прекратить её употребление, и в некоторых местах их деятельность действительно привела к полному отказу от кавы, тогда как в других она стала символом тихоокеанской национальной идентичности, и в последние десятилетия XX века её наоборот стали пить чаще.

## Название
Слова «кава» и «кава-кава» происходят из тонганского и маркизского языков и означают «горький». Местные названия включают когнаты слова «кава»: ’ава (’awa по-гавайски и ’ava по-самоански), сакау (понпейский язык), сека (Кусаие); а также слова со значением «горький» (якона по-фиджийски) и «тихий» (малок или малогу на языках северной части Вануату).
Реконструированное праполинезийское название кавы — *kava — согласно Lynch (2002) происходит от праокеанийского *kawaRi «горький корень», «корень, которым травят рыбу». Это слово означало имбирь зерумбет, из которого австронезийцы производили похожий слабоопьяняющий и горький на вкус напиток. В некоторых языках — в частности, маори — когнаты слова kawa означают «горький» и «кислый» на вкус.
Удвоенные формы kawakawa или kavakava используются для обозначения смолосемянников на Островах Кука; на футунском языке словосочетание kavakava atua означает вид рода перец. Редупликация основы указывает на примерную похожесть, то есть означает «ложная кава». В Новой Зеландии когнатом kawakawa называют Piper excelsum, эндемик новозеландских и соседних островов (Норфолка, Лорд-Хау и Кермадек). Кавакава — священное для маори растение, символ смерти, однако не имеющее психоактивных свойств и названное исключительно по внешнему сходству с кавой.

## География употребления

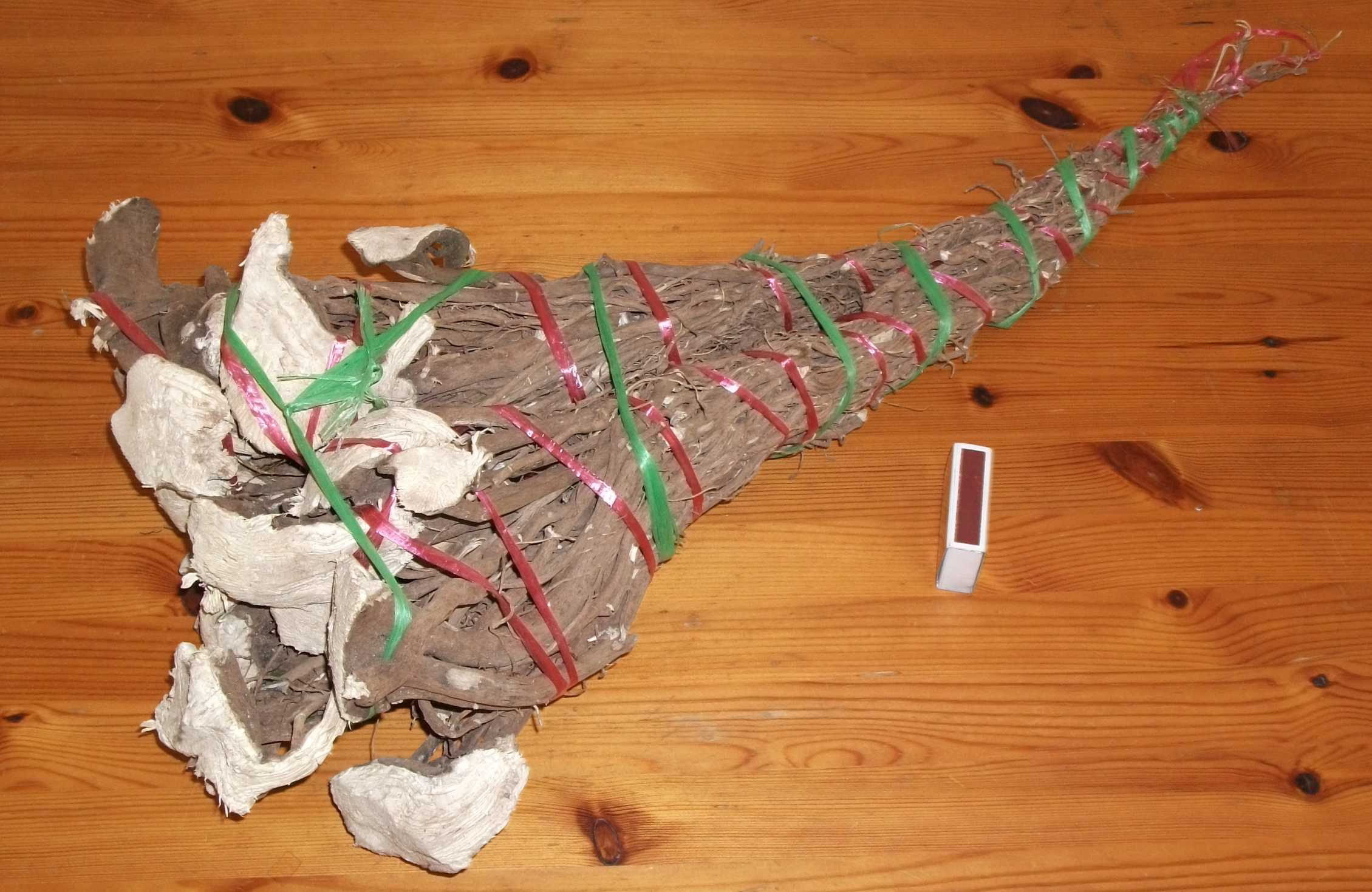
Связка корней кавы; Фиджи

Ареал употребления кавы простирается от Новой Гвинеи до Маркизских островов и от Гавайев до южных Островов Кука. В Вануату каву продолжают пить во время ритуалов только на острове Танна.
Кава — одомашненная разновидность Piper subbullatum, родина которой — Новая Гвинея и Филиппины. Первыми культивировать перец опьяняющий и употреблять его в пищу стали в Меланезии, либо в Новой Гвинее, либо на севере Вануату, примерно в 1000—500-х годах до нашей эры. Затем кава распространилась людьми культуры Лапита на восток, в Полинезию. Кава — эндемик Океании, другие австронезийские народы её не пьют. Также до XX века каву не культивировали в Новой Каледонии, на Острове Пасхи, в Палау, на островах Яп, в некоторых регионах Папуа — Новой Гвинеи, на атоллах из-за бедности почв. Кава добралась до Гавайев, но в Новой Зеландии не прижилась из-за холодного климата. На Ниуэ кава также растёт очень плохо, из-за чего её употребляли только жрецы. Употребление кавы, возможно, стало причиной того, что в Океании австронезийские народы почти не жуют бетель.

## Приготовление
Перец опьяняющий выращивают в огородах вместе с другими корнеплодными овощами: таро и бататом. Растение размножают исключительно вегетативно. Урожай собирают на 3—5 год, выкапывая 5—10-килограммовый корень; корни кавы могут выступать подарками на официальных приёмах. Корень (сухой или свежий) затем толкут в ступе, натирают тёркой либо жуют (обычно молодые женщины, за исключением Вануату, где каву готовят молодые мужчины).
В Меланезии употребление кавы происходит в особом здании — накамале.

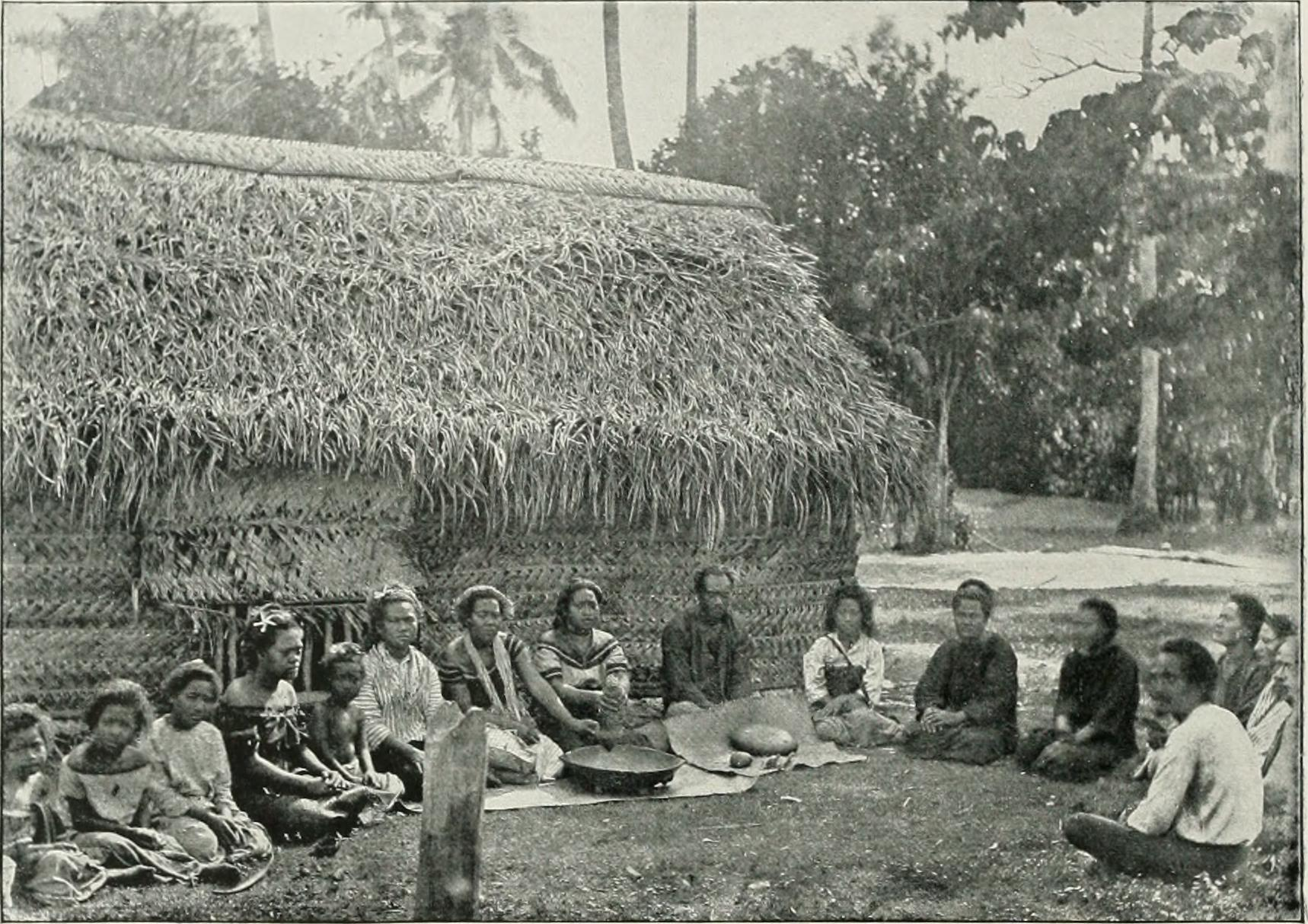
Тонганские женщины в кругу кавы; видны камни, которыми толкут корень
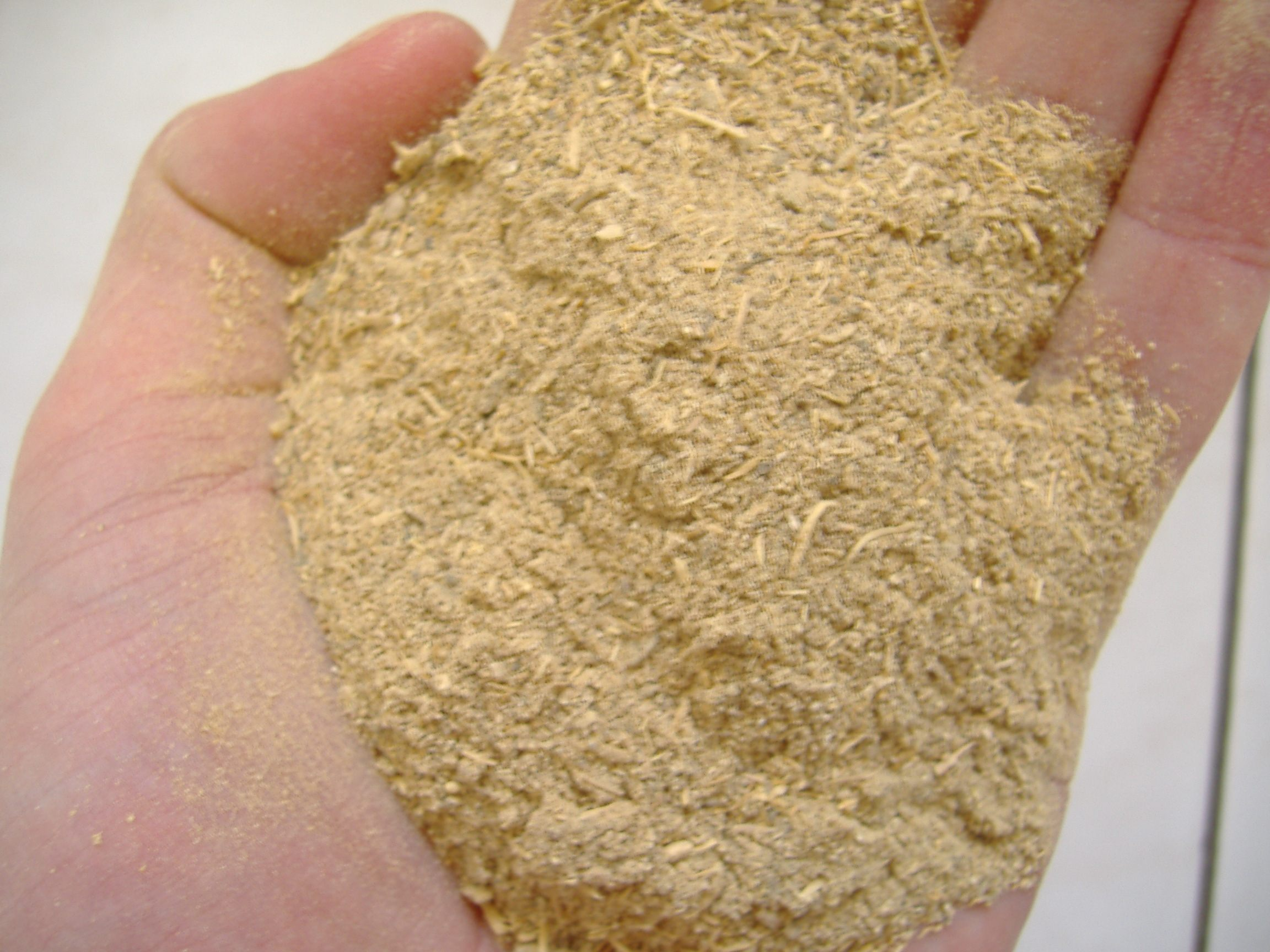
Готовый порошок кавы. Вануату

### Ритуальное употребление
С кавой связано два типа обрядов: употребление напитка и дарение корня растения уважаемому человеку; оба они представляют собой поклонение предкам и закрепляют иерархию в обществе. Каву пьют в здании или на улице, сидя разомкнутым кольцом; процесс направляет вождь или церемониймейстер, тогда как вне круга собираются зрители. В Западной Полинезии самый уважаемый участник церемонии сидит в центре, рядом с ним — люди немного более низкого статуса, рядом с ними — ещё более низкого, и так далее.
После того, как все участники (15—40 человек) собираются вместе, корень измельчают в специальной посуде, после чего добавляют к получившейся массе воду и подают участникам в деревянной чаше. В прошлом наиболее распространено было жевание кусочков корня, однако миссионеры запрещали этот метод из-за его негигиеничности. Самая важная часть ритуала — добавление воды в массу. Готовый напиток подают каждому человеку индивидуально, называя всех по имени; на Самоа для этого используются особые имена, которыми вне этой церемонии не пользуются. Получив напиток, человек хлопает в ладоши и проливает небольшое количество кавы богам, а затем выпивает остаток.

### Неформальное употребление
Менее формальные церемонии включают утреннюю чашку кавы, которую пили на островах Футуна и Ротума; использование кавы жрецами Вануату для общения с духами и так далее. Современное неформальное употребление проходит несколько раз в неделю ночью; секулярная церемония кавы всё равно проводится для того, чтобы связаться с предками. В это время собравшиеся обсуждают насущные дела и политику. К 1980-м на Вануату каву стали пить в барах и мужчины, и женщины.
Некоторые бары продают исключительно традиционную каву, однако встречаются случаи, когда в барах подают дешёвые разновидности кавы, вероятность получить побочные эффекты от которых намного выше, а также смеси кавы с другими веществами, включая алкоголь.

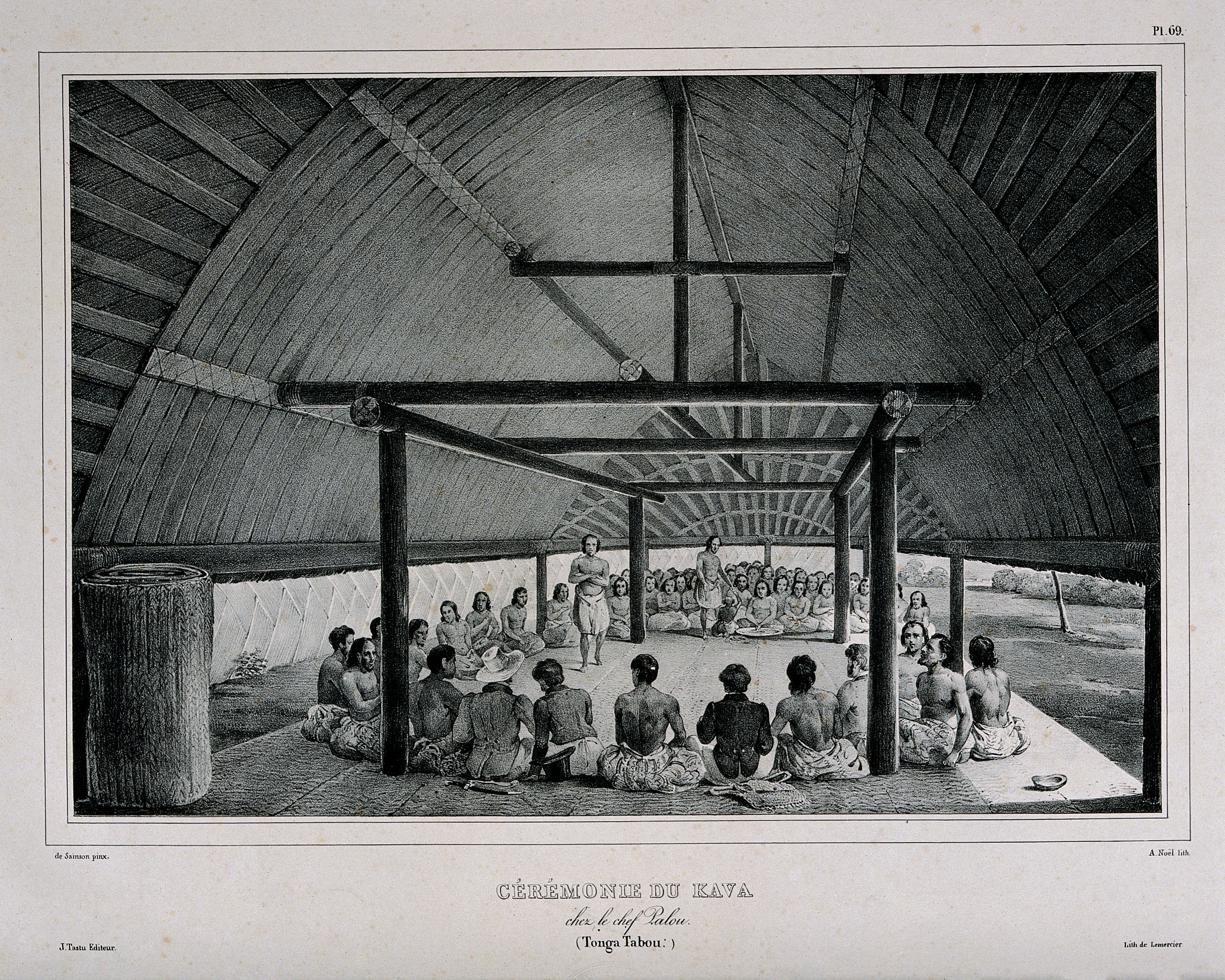
Церемония употребления кавы на Тонга
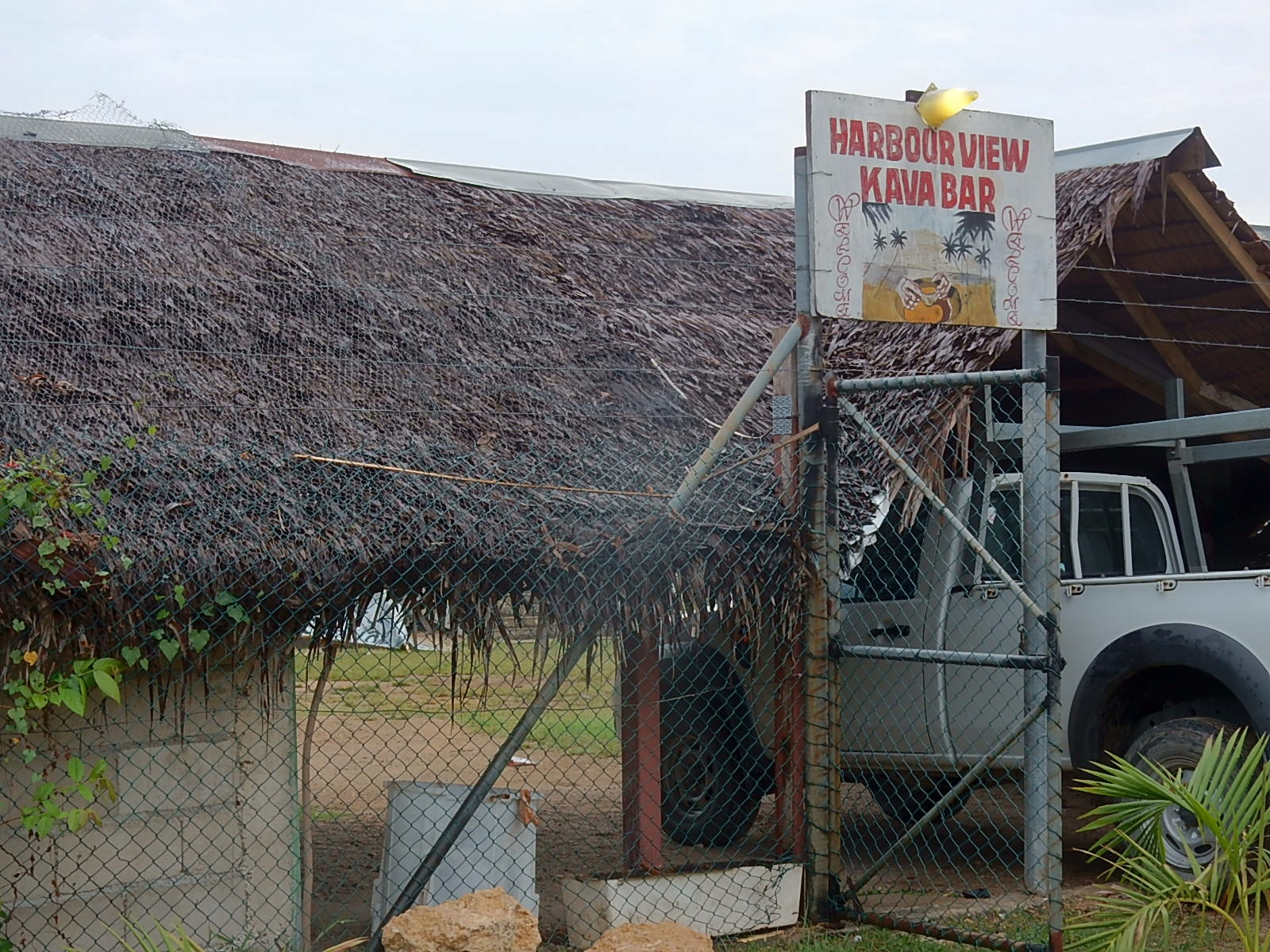
Кава-бар в Люганвиле
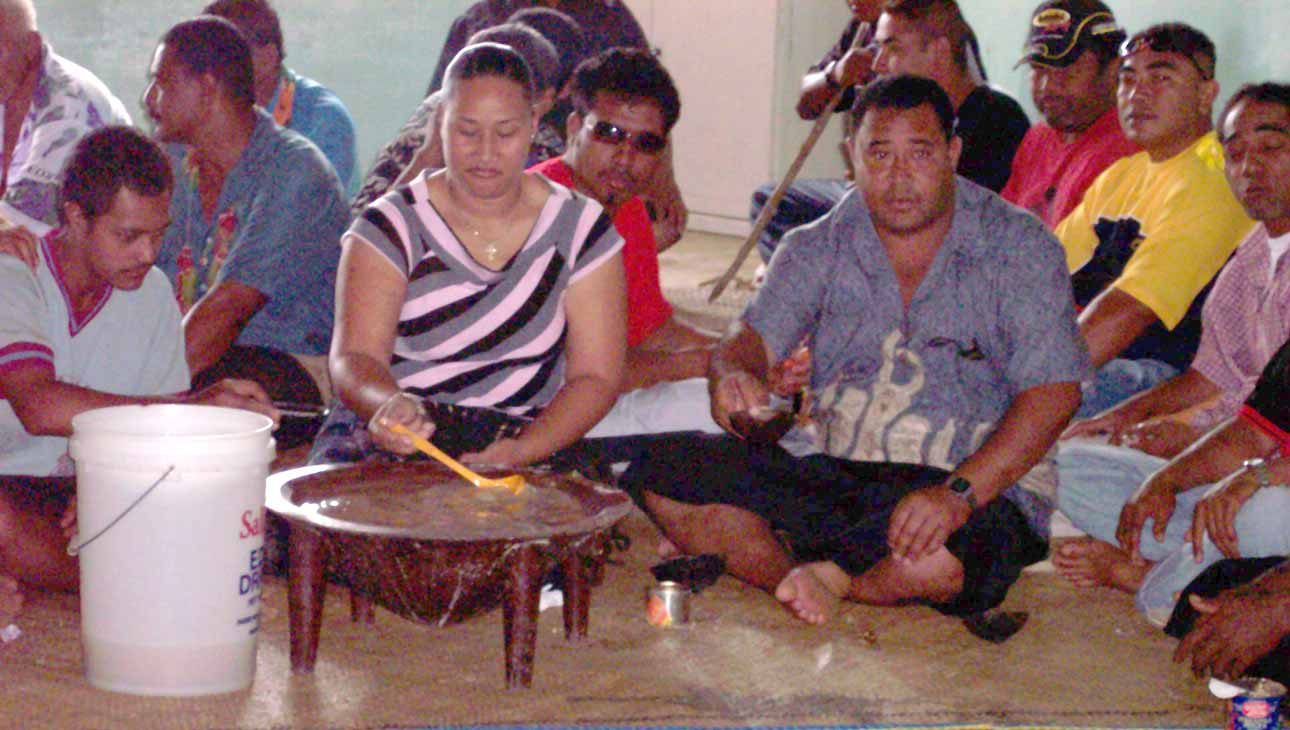
Неформальное употребление кавы на Тонга

## История

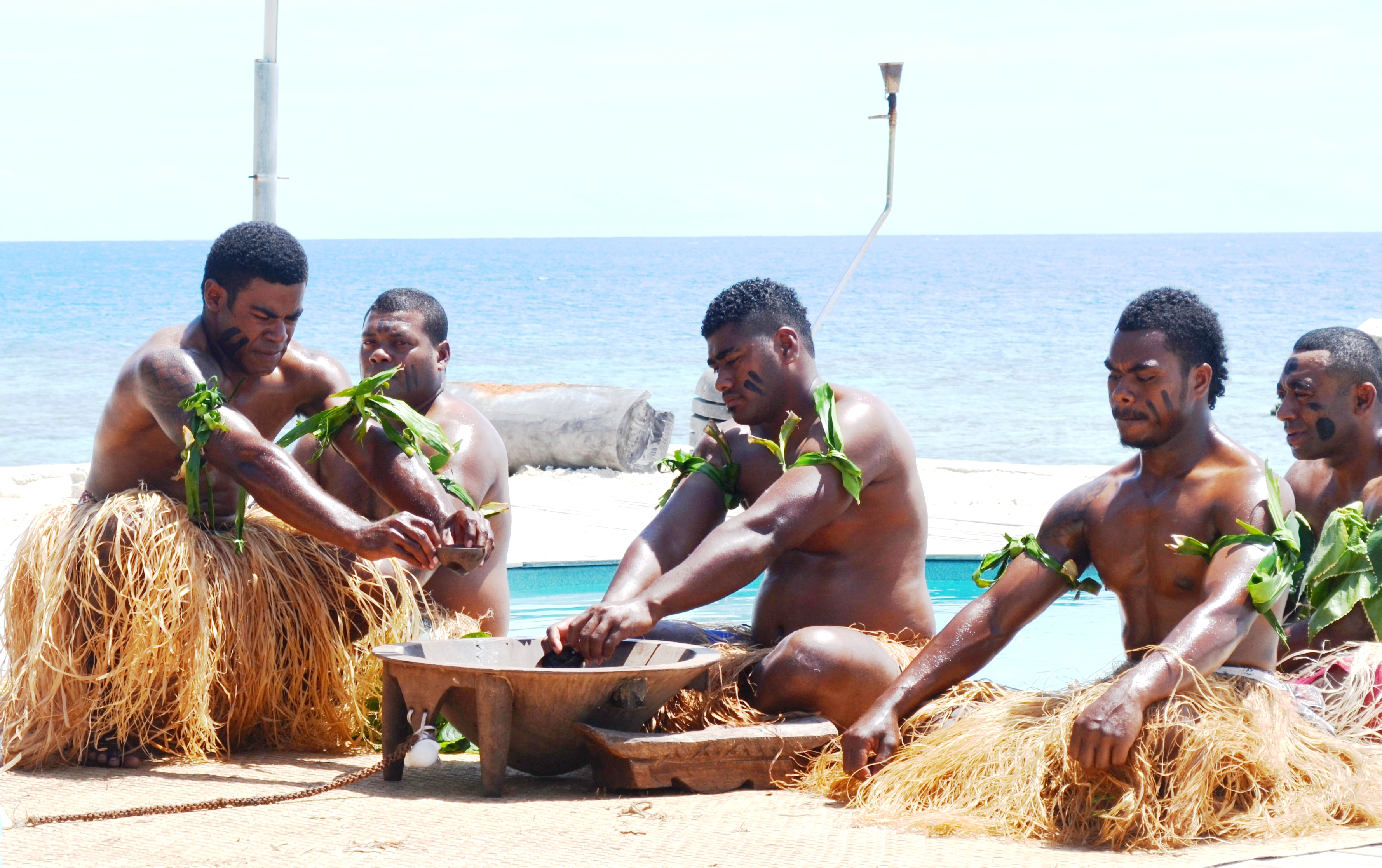
Приготовление кавы на Фиджи для развлечения туристов

Кава имеет седативное и расслабляющее действие и зачастую её пьют во время религиозных обрядов. Отношение к употреблению кавы менялось. Деятельность миссионеров привела к полному отказу от кавы на Таити, Островах Кука, Гавайях и Кусаие, тогда как в южной части Вануату отказ продлился с 1920-х до обретения страной независимости в 1979 году; после этого каву стали употреблять больше. На Островах Уоллис регулярные церемонии с кавой ушли в прошлое после Второй мировой войны, их проводят очень редко. Иногда каву переставали употреблять из-за того, что все посевы уничтожал тайфун, наводнение или вражеские войска. На островах Тикопиа и Анута каву перестали готовить в 1930-х, хотя её не пили, а лишь наливали богам. В 1990-х каву стали продавать за пределами традиционных мест производства, в том числе в таких крупных городах, как Лос-Анджелес и Окленд.
На Самоа употребление кавы сильно ритуализировано, тогда как в Тонга, на Футуна, Фиджи, Понпеи и в Вануату встречается как религиозное, так и секулярное её использование. В частности, иногда каву пьют во время католического Первого причастия. На острове Танна в Вануату сохраняется традиция ритуализированного употребления кавы, но её кульминация состоит в общении с духами предков, а не в подчёркивании иерархии участников.
Наиболее формальные церемонии с кавой проводят во время коронации верховного вождя. В Западной Полинезии проводить церемонию кавы разрешалось лишь после прохождения обучения. На Таити и Маркизских островах каву пили только жрецы и вожди, но не во время ритуалов. На Гавайях её обычно пили вожди, но к середине XIX века эта традиция также прервалась.

## Химический состав и действие

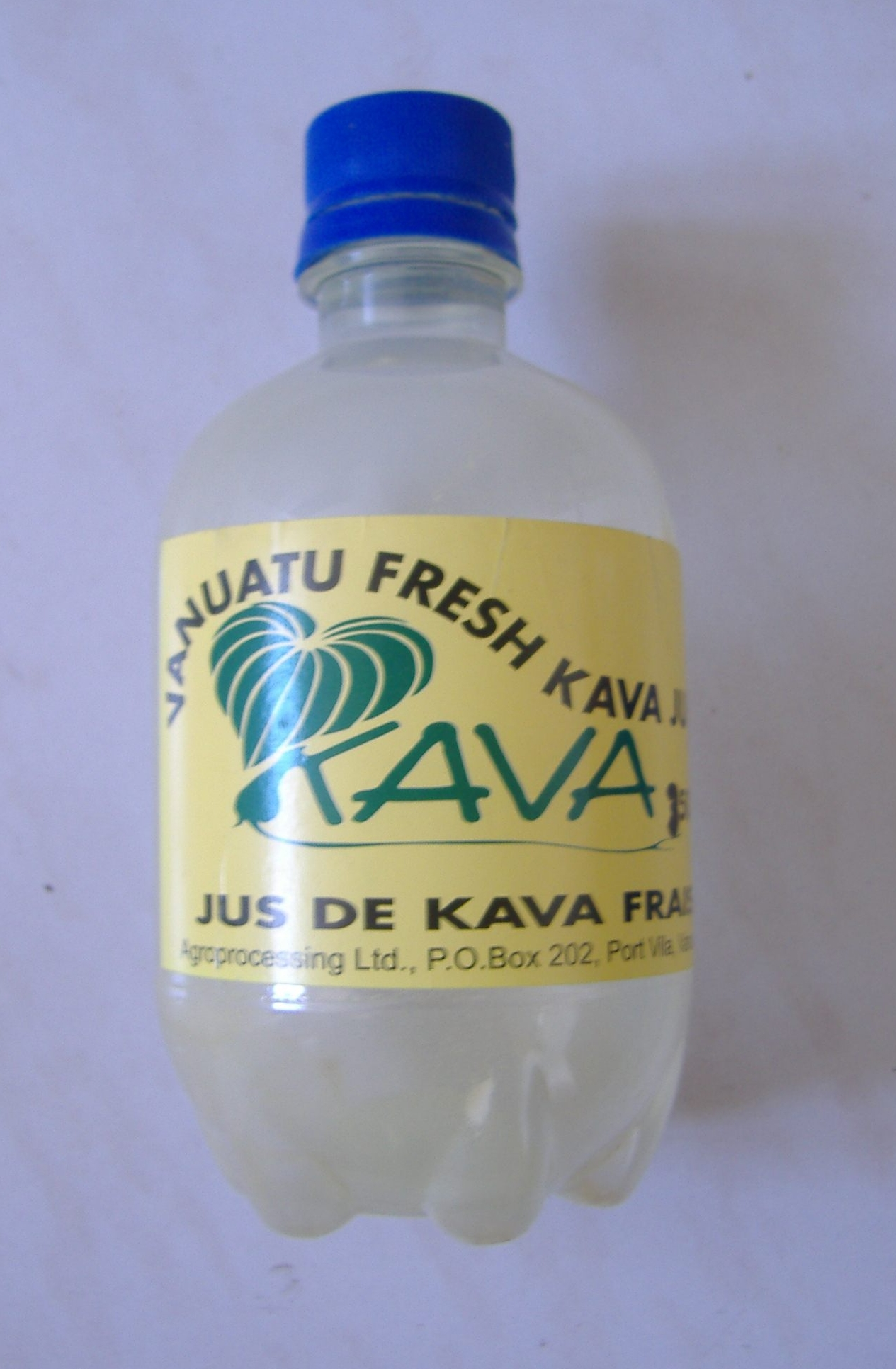
Бутилированная кава. Вануату

Основные активные вещества кавы — кавалактоны, действующие как релаксанты и имеющие также антибактериальные, анестетические и мочегонные свойства. У людей, пережёвывающих корни кавы, немеет рот. Употребление внутрь вызывает сонливость и расслабленность, и многие авторы противопоставляют её действие действию алкоголя. Несмотря на психоактивное действие, кава не вызывает привыкания.
Свежий корень кавы на 80 % состоит из воды. В высушенном виде содержит 43 % крахмала, 20 % пищевых волокон, 15 % кавалактонов, 12 % воды, 3,2 % сахаров, 3,6 % белков и 3,2 % минералов. Содержание кавалактонов зависит от сорта, возраста растения, места произрастания и времени сбора; оно падает от корней к листьям. В каве содержатся каваин, деметоксиянгонин и янгонин, в меньшем количестве — дигидрокаваин, метистицин и дигидроместицин.
Кава и/или её основные активные компоненты имеют следующее действие:
- Усиление активности рецептора GABAA под действием каваина, дигидрокаваина, метистицина, дигидроместицина и янгонина.
- Ингибирование[англ.] обратного захвата[англ.] норадреналина каваином и метистицином, также возможно дофамина каваином и деметоксиянгонином.
- Связывание янгонина с рецептором CB1[англ.][36].
- Ингибирование потенциалуправляемых натриевых[англ.] и кальциевых[англ.] каналов каваином и метистицином.
- Обратный захват моноаминоксидазы-Б всеми шестью основными кавалактонами.

Систематический обзор, выполненный Кокрановским сотрудничеством, заключил, что кава, вероятно, более эффективна для лечения тревожного невроза, чем плацебо. Всемирная организация здравоохранения заключила, что традиционное употребление разведённой водой массы из корней кавы несёт «допустимо низкий риск для здоровья», однако экстракты, полученные с использованием органических растворителей, а также большое количество низкокачественной кавы вредны для печени.
Постоянное и частое употребление кавы не связано со снижением саккады и результатов когнитивных тестов, однако связано с повышенным уровнем энзимов печени.

## Юридический статус

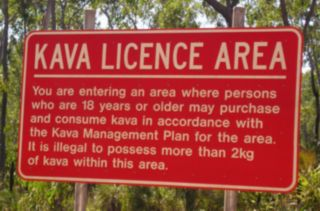
Предупреждающий знак на входе в местность, где можно купить каву

Кава разрешена в большинстве стран. Она считается «вредным веществом» в Австралии, Новой Зеландии и на Фиджи. В Новой Зеландии и Австралии запрещено продавать экстракты кавалактонов, разрешается торговать только частями растения или напитками, разведёнными холодной водой. Вануату запрещает экспорт и употребление неблагородных разновидностей кавы и частей растения, которые нельзя употреблять в пищу.
В Великобритании продавать и импортировать в страну медицинские продукты с кавой запрещено, однако это можно делать для личного употребления
Европейский союз временно запрещал каву в 2002 году, однако запрос торгующих кавой тихоокеанских стран во Всемирную торговую организацию привёл к тому, что запрет смягчили в Германии. В Польше запрет на владение кавой действовал до 2018 года, после чего был заменён на запрет продажи кавы для употребления людьми.
Министерство здравоохранения Канады полностью запретило продажу кавы и содержащих её продуктов в 2002 году, запрет был снят спустя 10 лет.
Food and Drug Administration США выпустило рекомендацию, сообщающую о том, что пищевые добавки с кавой могут наносить ущерб печени.